# Legge di Okun
In economia, la legge di Okun è una legge empirica che collega il tasso di crescita dell'economia con le variazioni nel tasso di disoccupazione e prende il nome dall'economista Arthur Melvin Okun, il quale la propose nel 1962. Secondo questa legge, se il tasso di crescita dell'economia cresce al di sopra del tasso di crescita potenziale, il tasso di disoccupazione diminuirà in misura meno che proporzionale.

## Descrizione

Grafico dal 1948 al 2016 con la variazione percentuale del PIL in funzione della variazione del tasso di disoccupazione negli USA

La legge è espressa convenzionalmente dalla seguente formula: 
{\displaystyle u_{t}-u_{t-1}=-\beta (g_{Y_{t}}-{\overline {g}}_{Y})},
dove u rappresenta il tasso di disoccupazione,
{\displaystyle {\overline {g}}_{Y}} è il tasso di crescita normale della produzione o del reddito,
-β è il coefficiente di Okun. Nella formulazione originaria, risalente al 1962, Okun afferma che per ogni punto percentuale del tasso di disoccupazione eccedente il 4% - il tasso a cui può svilupparsi pienamente la crescita potenziale dell'economia - si riscontra un decremento nel tasso di crescita del PIL di circa tre punti percentuali.
Ne consegue che le variazioni di produzione influiscono in modo meno che proporzionale sulla disoccupazione. Questo perché a fronte di una crescita della domanda, le imprese preferiscono chiedere ai loro dipendenti di fare straordinari piuttosto che assumere nuova manodopera (labor hoarding) ed è possibile che parte dei nuovi assunti non fossero precedentemente previsti nella forza lavoro essendo classificati come lavoratori scoraggiati. 
Inoltre, data tale relazione, varrà che se la crescita è inferiore al tasso normale, la disoccupazione sarà maggiore di quella del periodo precedente.
La legge di Okun è stata associata a considerazioni di tipo keynesiano, in quanto suggerisce che per poter raggiungere un tasso di disoccupazione obiettivo è necessario che la crescita del PIL superi quella potenziale di una determinata misura.
Negli Stati Uniti durante il periodo che va dal 1965, questa legge ha interpretato la situazione economica, stabilendo che per ogni punto percentuale del tasso di disoccupazione, o meglio del tasso naturale di disoccupazione, il PIL reale si riduce dai 2 ai 3 punti percentuali.